# Geografia della Serbia

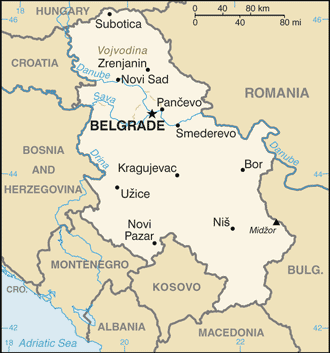
Territorio della Serbia

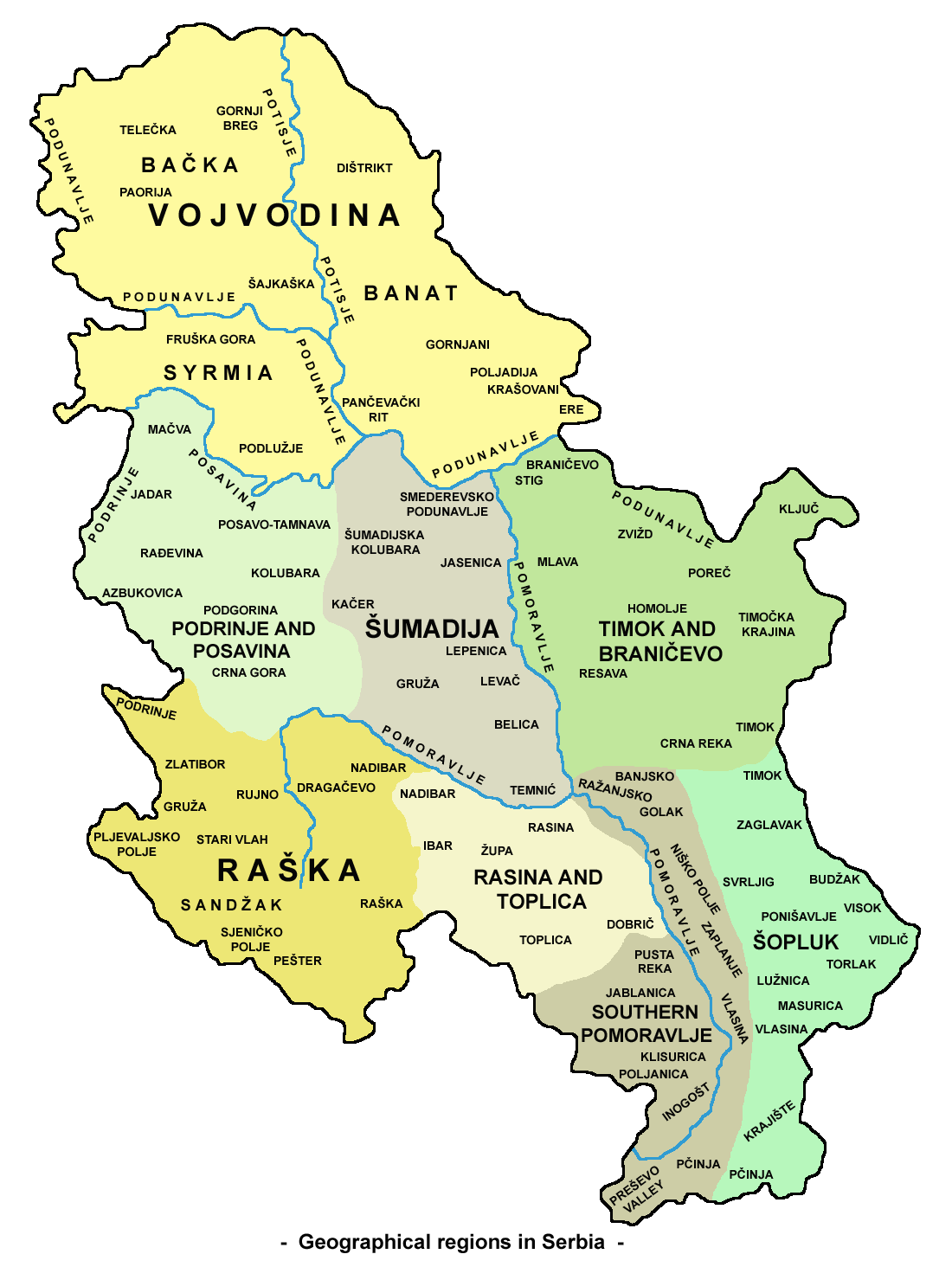

La Serbia è uno Stato che si estende nei Balcani (una regione storica e geografica del sud-est dell'Europa) e nel Bassopiano Pannonico (una regione dell'Europa centrale). Confina con Bosnia ed Erzegovina, Bulgaria, Croazia, Macedonia del Nord, Montenegro, Romania e Ungheria.
È priva di accessi diretti sul mare, anche se l'accesso all'Adriatico è possibile tramite il vicino Montenegro, mentre il fiume Danubio garantisce un accesso fluviale verso l'Europa centrale e il Mar Nero.

## Territorio

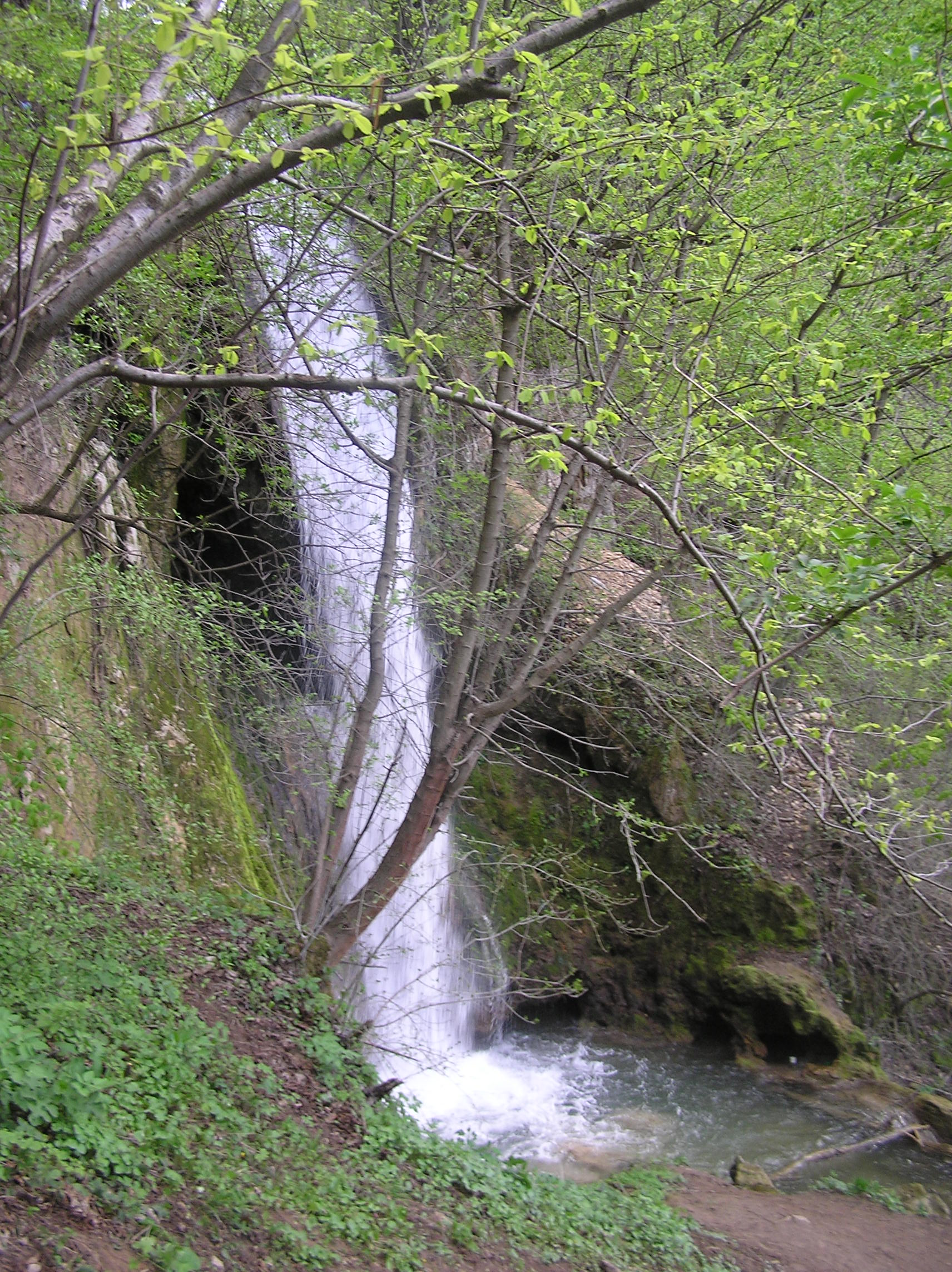
La cascata di Ripaljka (Рипаљка), est della Serbia.

La superficie della Serbia spazia dalla ricca e fertile pianura della regione settentrionale della Vojvodina (con l'eccezione di Deliblatska Peščara, chiamata anche l'ultimo deserto in Europa), ai territori di calcare dell'est e all'antiche montagne e colline della regione meridionale. Il nord del Paese è dominato dal fiume Danubio, che percorre 588 dei suoi 2783 chilometri lungo il territorio serbo. La Morava, un fiume tributario, scorre invece lungo le regioni meridionali maggiormente montagnose.
Il 55% del territorio serbo è rappresentato da superfici coltivate, mentre il 27% è coperto da foreste.

## Clima
Il clima serbo varia da un clima continentale nel nord del Paese, con inverni freddi ed estati umide e calde, con una serie di precipitazioni ben distribuite nel corso dell'anno, ad un clima maggiormente adriatico nel sud con estati calde ed asciutte, inverni relativamente freddi con pesanti nevicate interne.

## Montagne
Sono 15 le vette in Serbia che superano i 2.000 m s.l.m. La più alta è il monte Đeravica nel gruppo di Prokletije (2.656 m).
Vette principali:
- Đeravica 2.656 m
- Crni vrh 2.585 m
- Gusam 2.539 m
- Bogdaš 2.533 m
- Žuti kamen 2.522 m
- Ljuboten 2.498 m
- Veternik 2.461
- Crni krš 2.426 m
- Hajla 2.403 m

## Fiumi

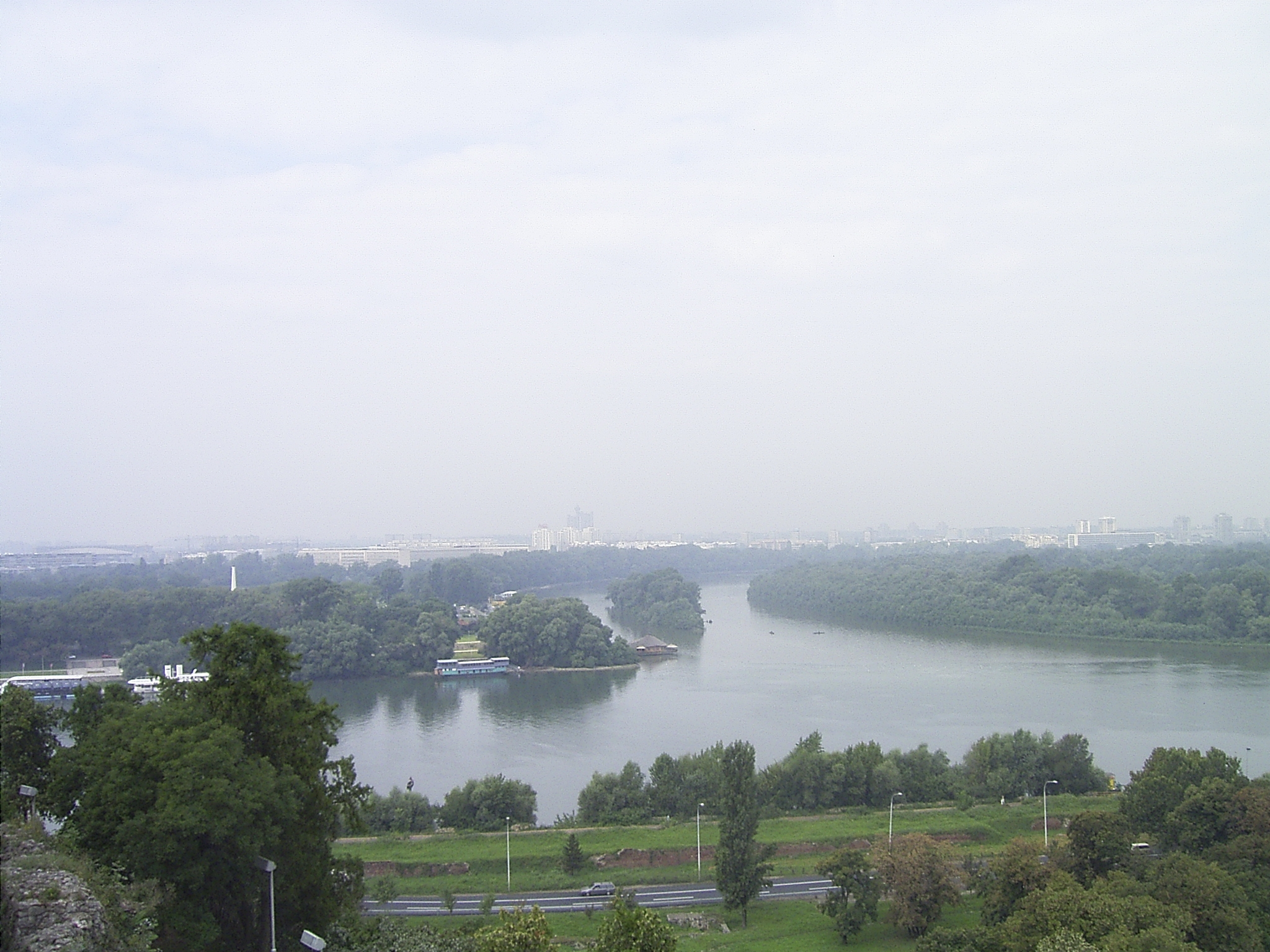
Belgrado: confluenza della Sava nel Danubio.

Il Paese è solcato da numerosi fiumi, molti dei quali navigabili. I 12 principali corsi d'acqua sono (a fianco è indicata la lunghezza del loro percorso in territorio serbo):
- Danubio (serbo Dunav) 588 km (lunghezza totale 2783 km)
- Zapadna Morava 308 km (totale 308 km)
- Južna Morava 295 km (totale 295 km)
- Ibar 272 km (totale 272 km)
- Drina 220 km (totale 346 km)
- Sava 206 km (totale 945 km)
- Timok 202 km (totale 202 km)
- Tibisco (serbo Tisa) 168 km (totale 966 km)
- Nišava 151 km (totale 218 km)
- Tamiš 118 km (totale 359 km)
- Kolubara 110 km (totale 110 km)
- Begej 75 km (totale 244 km)

## Laghi
I maggiori laghi serbi sono:
- Đerdapsko jezero 163 km² (totale 253 km²)
- Vlasinsko jezero 16 km²
- Perućačko jezero 12,4 km²
- Gazivode jezero 11,9 km²
- Zvorničko jezero 8,1 km²
- Zlatarsko jezero 7,25 km²

## Aree protette

### Il Danubio nel Parco nazionale Đerdap.
La Serbia ha istituito cinque parchi nazionali, a cui si aggiungono numerose altre aree protette.
Parchi nazionali:
- Fruška Gora (25 km²)
- Kopaonik (120 km²)
- Tara (220 km²)
- Đerdap (640 km²)
- Šar-planina (390 km²) in Kosovo

Parchi naturali:
- Prokletije (1000 km²)
- Gornje Podunavlje (100 km²)
- Stara Planina (1420 km²)
- Golija (750 km²)
- Kučajske planine (1150 km²)

Riserva naturali speciali:
- Deliblatska Peščara (300 km²)
- Obedska Bara (98.20 km²)
- Ludaško Jezero (5.93 km²)
- Obedska Bara (175.01 km²)
- Stari Begej - Carska Bara (17.67 km²)

Monumenti naturali:
- Đavolja Varoš (0.64 km²)